# Grammy Award para melhor álbum contemporâneo de R&B
Prêmio Grammy de Melhor Álbum de Rhythm and blues Contemporâneo (do inglês: Grammy Award of Best Contemporary R&B Album) foi uma das categorias dos Grammy Awards, uma cerimónia estabelecida em 1958, concedido para os artistas de gravação de obras de qualidade nos álbuns do gênero musical R&B contemporâneo. As várias categorias são apresentadas anualmente pela National Academy of Recording Arts and Sciences dos Estados Unidos em "honra da realização artística, proficiência técnica e excelência global na indústria da gravação, sem levar em conta as vendas de álbuns ou posições nas tabelas musicais".
O prêmio para Best Contemporary R&B Album, foi entregue pela primeira vez a cantora Ashanti, em 2003 ,pelo seu trabalho no seu álbum auto-intitulado. Antes da criação desta categoria, os álbuns de R&B contemporâneo eram premiados na categoria Best R&B Album. De acordo com o guia de descrição da categoria, o prêmio é para os álbuns, contendo pelo menos 51% de sua duração com o recém-gravado R&B contemporâneo em faixas vocais, que também podem incorporar elementos de produção encontrados na música rap. Os ganhadores do Prêmio incluiu a produtores, engenheiros, e/ou misturadores associadas com o trabalho nomeado para além dos artistas de gravação.
Beyoncé Knowles detém o recorde de mais vitórias, com três. O prêmio foi apresentado aos artistas dos Estados Unidos a cada ano até à data. Beyoncé e Ne-Yo partilham o recorde de maior número de indicações, com três cada. Além disso, Beyoncé ganhou uma indicação como membro do grupo Destiny's Child para o álbum Destiny Fulfilled em 2005. Chris Brown, Janet Jackson, R. Kelly e Brandy Norwood partilham o recorde de maior número de indicações sem vitória, com dois cada.
A partir de 2012, esta categoria foi descontinuada por causa de uma grande revisão das categorias do Grammy. Gravações nesta categoria foram movidas para a categoria Best R&B Album.

## Vencedores
| Ano         | Álbum                    | Vencedor(es) | Nomeados |
| ----------- | ------------------------ | --- | --- |

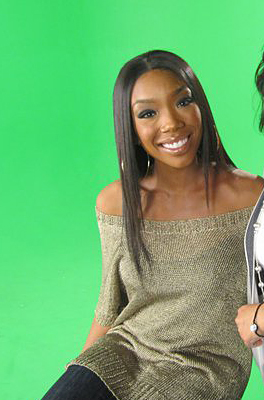
Com duas, Brandy é a uma dos quatro artistas com o maior número de nomeações não vencidas.

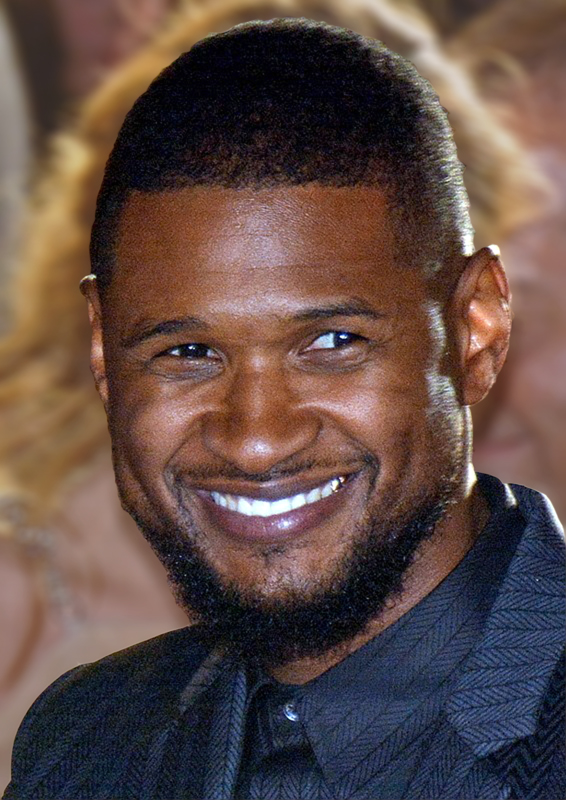
Usher é o segundo artista com o maior número de nomeações vencidas.

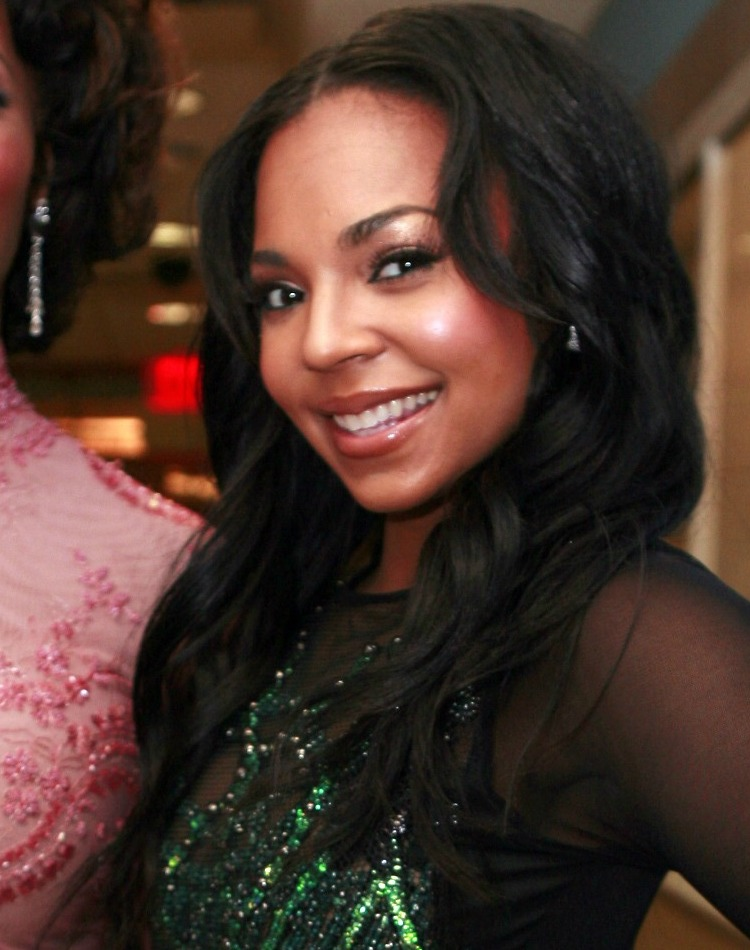
A cantora Ashanti foi a primeira vencedora da categoria.

| 2003 (45.ª) | Ashanti                  | Ashanti (artista) 7 Aurelius, Irv Gotti (produção e arranjos) 7 Aurelius, Milwaukee Buck, Brian Springer (engenharia/mistura) | - Brandy — Full Moon - Faith Evans — Faithfully - Floetry — Floetic - Meshell Ndegeocello — Cookie: The Anthropological Mixtape     |
| 2004 (46.ª) | Dangerously in Love      | Beyoncé (artista, produção e arranjos) Toni Maserati (engenharia/mistura)                                                     | - Ashanti — Chapter II - Mary J. Blige — Love & Life - Anthony Hamilton — Comin' from Where I'm From - R. Kelly — Chocolate Factory |
| 2005 (47.ª) | Confessions              | Usher (artista) | - Brandy — Afrodisiac - Janet Jackson — Damita Jo - Christina Milian — It's About Time - Mario Winans — Hurt No More                |
| 2006 (48.ª) | The Emancipation of Mimi | Mariah Carey (artista, produção e arranjos) Philip Tan (engenharia/mistura)                                                   | - Amerie — Touch - Destiny's Child — Destiny Fulfilled - Mario — Turning Point - Omarion — O                                        |
| 2007 (49.ª) | B'Day                    | Beyoncé (artista) Jim Caruana, Jason Goldstein (engenharia/mistura)                                                           | - Chris Brown — Chris Brown - Janet Jackson — 20 Y.O. - Kelis — Kelis Was Here - Ne-Yo — In My Own Words                            |
| 2008 (50.ª) | Because of You           | Ne-Yo (artista, produção e arranjos)                                                                                          | - Akon — Konvicted - Keyshia Cole — Just Like You - Fantasia — Fantasia - Emily King — East Side Story                              |
| 2009 (51.ª) | Growing Pains            | Mary J. Blige (artista) Chris "Tek" O'Ryan (engenharia/mistura)                                                               | - J. Holiday — Back of My Lac - Karina — First Love - Ne-Yo — Year of the Gentleman - Jazmine Sullivan — Fearless                   |
| 2010 (52.ª) | I Am... Sasha Fierce     | Beyoncé (artista, produção e arranjos) Jim Caruana, Mark Stent (engenharia/mistura)                                           | - Jamie Foxx — Intuition - Pleasure P — The Introduction of Marcus Cooper - Trey Songz — Ready - T-Pain — Three Ringz               |
| 2011 (53.ª) | Raymond v. Raymond       | Usher Ian Cross (engenharia/mistura)                                                                                          | - R. Kelly — Untitled - Chris Brown — Graffiti - Ryan Leslie — Transition - Janelle Monáe — The ArchAndroid                         |